# Ugo Armando
Hugo Armando Higuera Suárez (Arcabuco, 13 de marzo de 1940-Bogotá, 11 de octubre de 2010), más conocido como Ugo Armando, fue un actor de cine, teatro y televisión colombiano. Fue uno de los primeros actores de destacar varias producciones nacionales.

## Biografía
Ugo Armando nació en Arcabuco, durante su niñez se radicó en Bogotá. Estudió actuación teatral en la Escuela Nacional de Arte Dramático. Fue una etapa decisiva en su formación porque no solo aprendió arte escénico, literatura, música, danza y expresión corporal, sino que allí tuvo contacto con actores consagrados y jóvenes promesas, como Consuelo Luzardo, Frank Ramírez y Carlos Benjumea. 
Estudió ingeniería forestal, carrera que cursó en forma paralela a su aprendizaje teatral. Al finalizar la década de los 60, protagonizó consecutivamente tres novelas escritas por Bernardo Romero Pereiro: Casi un extraño (1968), al lado de Rebeca López; Candó (1969), con Judy Henríquez y Catanci (1970), junto a Dora Cadavid. En 1974 hizo la que considera su mejor interpretación: Martín Balanta, en Vendaval, una historia sobre la masacre de las bananeras.

## Filmografía
- La saga, negocio de familia (2004)
- El inútil (2001)
- Rauzán (2000)
- La madre  (1998)
- Candela (1996)
- Gallito Ramírez (1986)
- El Gallo de Oro  (1981)
- Teresa Valverde (1979)
- Lejos del nido (1978)
- Embrujo Verde (1977)
- La feria de las vanidades (1975)
- Vendaval (1974)
- Estafa de amor (1971)
- La sombra de un pecado (1970)
- Candó (1969)
- Dos rostros, una vida (1968)
- Casi un extraño (1968)
- El buen salvaje (1968)
- Destino: la ciudad (1967)
- El enigma de Diana (1967)
- Diario de una enfermera (1966)
- Revivamos nuestra historia
- Dialogando